# 김경효
김경효(1990년 8월 10일 ~ )은 대한민국의 전직 스타크래프트 프로게이머이다. 길드는 Op CLANWHITE-이며 EHS[WHITE] 라는 아이디를 사용하며, 종족은 테란이다.
2006년 STX Soul 연습생으로 입단하여 2007년 연습생 다승 랭킹 1위 및 커리지매치를 전승으로 우승하며 꾸준히 성장하였고 2008년 상반기 드래프트에서 STX SouL의 2차 지명으로 입단하였다.
그 이후 KESPA 공인 프로게이머 2군리그에서 다승 1위를 수상하며 최단기간으로 1군으로 성장하였으며, 프로리그 등에서 간간히 좋은 모습을 보이며, 유망주로써 준플레이오프 1경기 vs 원종서(T) 승, 프로리그 vs 공군 올킬 달성, 프로리그 VS 하이트 3킬 달성 등을 통해 다승을 획득하였다.
그 이후 학업 및 군입대를 위해 2010년 9월 은퇴가 공시되었다.

## 수상 경력
- 2006년 STX Soul 연습생 입단
- 2007년 연습생 다승 랭킹 1위 획득
- 2007년 제35회 커리지매치 전승 입상
- 2007년 준프로게이머 자격증 및 타이틀 획득
- 2008년 STX Soul 공인 프로게이머 드래프트 입단
- 2009년 KESPA 2군리그 다승 1위 수상
- 2009년 준플레이오프 1경기 VS 원종서(T) 승
- 2009년 프로리그 VS 공군 올킬 달성 및 다승 획득
- 2009년 프로리그 VS 하이트 3킬 달성
- 2010년 공인 프로게이머 은퇴